# Juan Mackenna
Juan Mackenna O'Reilly (nacido John Mackenna en inglés o Seán Mac Cionath en gaélico; Clogher, Condado de Tyrone, Reino de Irlanda (actual Irlanda del Norte); 26 de octubre de 1771-Buenos Aires, Argentina; 21 de noviembre de 1814), fue un ingeniero militar y general del ejército chileno durante la Guerra de Independencia.
Se le considera el creador del Cuerpo de Ingenieros Militares del Ejército de Chile. Fue el abuelo del historiador, novelista y político chileno Benjamín Vicuña Mackenna.

## Origen

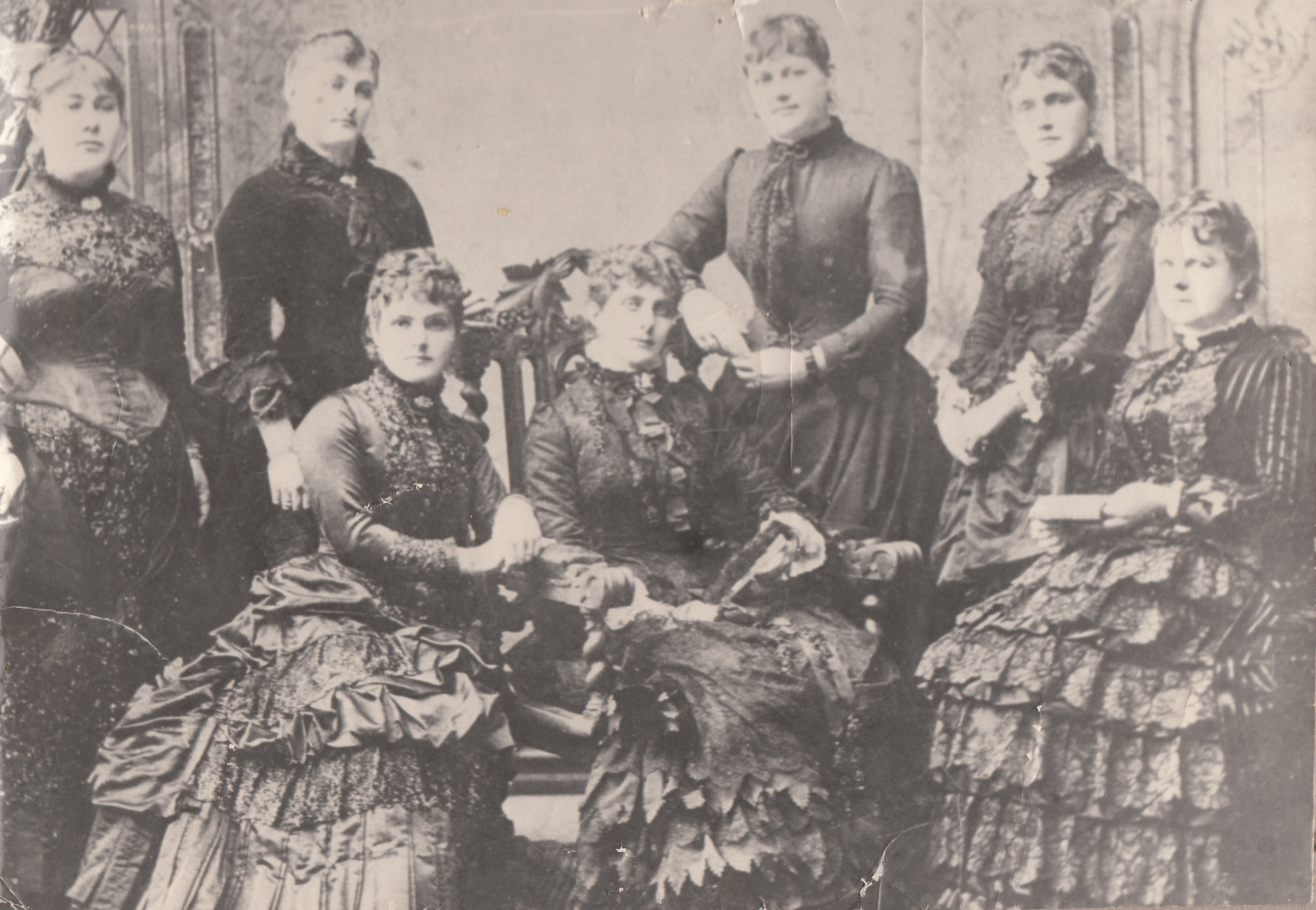
Nietas del general, las hermanas Mackenna Serrano, fotografía de 1890.

Nacido en Irlanda en 1771, fue hijo de William MacKenna y de Eleanor O'Reilly.

## Vida militar
Juan Mackenna fue considerado un soldado valeroso y tenaz, con conocimientos militares adquiridos en sus actuaciones en España, donde sirvió. Tenía por costumbre analizar las actuaciones de los grandes capitanes, tanto de las épocas pretéritas como contemporáneas, en particular de Napoleón y sus mariscales siendo admirador de ellos.
A los 13 años de edad, ingresó a la Real Academia de Matemáticas de Barcelona, para seguir la carrera de ingeniería.
Pronto se destacó como un alumno de clara inteligencia, obteniendo notas sobresalientes en los diferentes ramos.
Siguiendo Juan Mackenna los dictados de su vocación militar, ingresó al Ejército español. Al joven futuro ingeniero de 16 años se le dio el grado de cadete. Como tal se embarcó con un regimiento destinado a Ceuta, en el norte de África, a las costas del Estrecho de Gibraltar.
En 1787 fue aceptado en la Brigada Irlandesa del ejército español, y se unió a la lucha del Ejército en Ceuta en el norte de África, durante el sitio de dicha ciudad por Marruecos, al mando del teniente coronel Luis Urbina, y fue ascendido a segundo teniente. En 1791, Mackenna reanudó sus estudios en Barcelona y actuó como enlace con los mercenarios reclutados en Europa. Al año siguiente fue ascendido a teniente en el Regimiento Real de Ingenieros.
En la guerra franco-española en 1793, contra los franceses, Juan Mackenna luchó en el Rosellón junto al General Antonio Ricardos y allí se encontró con uno de los futuros Próceres de la independencia con quien hizo amistad, José de San Martín. Por sus hazañas en defensa de la Plaza de Las Rozas, fue ascendido a capitán en 1795.
En octubre de 1796, después de haberse fogueado en las campañas del Rosellón, en Francia y en el Ampurdán, en Cataluña, partió para América del Sur.
Llegó a Perú en 1796 bajo recomendaciones de su tío, el conde Alejandro O'Reilly, y allí se puso en contacto con el también irlandés Ambrosio O'Higgins, gobernador de Chile y posteriormente, virrey del Perú. En 1797 fue asignado como Gobernador de Osorno, enviado a reconstruir esa ciudad en el sur de Chile. Luego, en su calidad de ingeniero, fue enviado a inspeccionar el camino (actual camino viejo) entre Santiago y Valparaíso.
Pensaba Mackenna que para aprender cualquier arte y especialmente el de la guerra, debía comenzarse por el principio. Es decir, que para ser un buen general, el candidato debía ser primero un buen cadete o un buen soldado raso. Quien hubiese marchado con su mosquete al hombro y se hubiese identificado con su empleo en la lucha a la distancia y cuerpo a cuerpo y luego escalado los grados uno a uno, estaba en condiciones de llegar a ser un conductor de hombres en toda la extensión del vocablo.

## Matrimonio e hijos
Casado en 1809 con Josefina Vicuña Larraín, dama perteneciente a la aristocracia chilena de la familia de Los Ochocientos, con quien tuvo tres hijos: Félix, Carmen y Juan. Siempre se declaró enamorado de su mujer y profundamente agradecido de la Providencia por la familia que tenía.
Dada su amplia formación como ingeniero militar en el Real Cuerpo de Ingenieros Militares español entre 1785 y 1793, el Cabildo de Santiago lo puso a cargo de la creación de un «Plan de defensa del territorio». Recomendó la compra de armamento para el naciente ejército chileno y propuso la creación de una escuela permanente de oficiales. Fue nombrado luego gobernador militar de Valparaíso, comandante general de Ingenieros de la naciente República y hasta miembro de la Junta de Gobierno.
Cuando en enero de 1814, la Junta de Gobierno destituye como comandante del Ejército a José Miguel Carrera y todos los hermanos Carrera son expulsados del Ejército.
Mackenna pasa a ser el principal colaborador del nuevo comandante del ejército, Bernardo O'Higgins y por ende, antagonista de los hermanos Carrera. Después de los triunfos obtenidos en los combates de Quechereguas, Quilo y Membrillar, O'Higgins y Mackenna suscriben con Gabino Gaínza el tratado de Lircay, por el cual las operaciones militares quedaron suspendidas a la espera de la confirmación de este tratado por el Virrey del Perú. En la opinión de O'Higgins, Mackenna es el militar más conspicuo e instruido que participó en la revolución chilena en uno y otro de los bandos contendientes (carta del 1 de septiembre de 1828 al Almirante inglés Sir Tomas Hardy).
Fue el autor de un informe muy sesgado sobre los hermanos Carrera, presentado por orden del Director Supremo Francisco de la Lastra

Tres jóvenes sin los menores conocimientos militares, ni políticos, sin valor personal, y sin más cualidades de tiranos que la irrelijion i la inmoralidad, se constituyen, mediante el abuso de cuanto hay de sagrado entre los hombres, árbitros de la suerte de un millón de almas [...] en donde los excesos de los Carreras, los robos y los saqueos de sus satélites habían hecho execrables hasta los nombres de Patria y de sistema.
Juan Mackenna

Poco después de entregado este informe, el 23 de julio de 1814, José Miguel Carrera destituye en una asonada militar a Francisco de la Lastra y expulsa a Mackenna y otros a la ciudad de Mendoza (Argentina). Cabe citar la siguiente anotación de Carrera en su Diario militar:

Era preciso deshacerse de muchos facciosos, cuya tenacidad y bajeza nos obligaron alguna vez a derramar sangre. Su permanencia en Chile era perjudicial a ellos, al sistema y a nosotros. El gobierno remitió a Mendoza, a disposición de aquel gobernador, al brigadier Mackenna, don Antonio Irisarri, don Pablo Vargas, don José Antonio y don Domingo Huici, don Fernando Urízar y don Francisco Formas.
José Miguel Carrera

## En Argentina

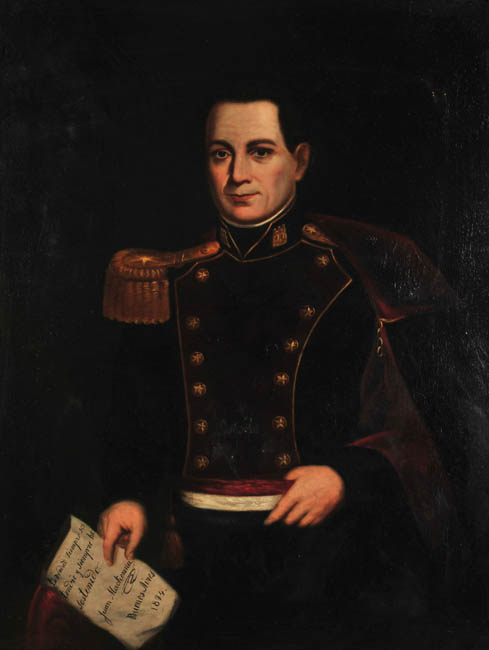
Retrato de Mackenna.

El gobernador de Cuyo, José de San Martín, quien se encontraba profundamente preocupado e interesado en la suerte de la revolución en Chile, le consultó ―al igual que a Antonio José de Irisarri― sobre los diversos grupos políticos que existían al otro lado de los Andes. Según muchos autores, esto les proporcionó a ambos la oportunidad de influir sobre San Martín en favor de O'Higgins, lo que habría dado sus frutos tras la derrota de Rancagua, cuando aquel se pronunció en contra de José Miguel Carrera por el resultado de la batalla ocurrida el 1 y 2 de octubre de 1814. 
A fines de octubre de 1814, San Martín dio la orden de apresar a los hermanos Carrera para ponerlos a disposición del Director Supremo, de esta manera puso fin a la disputa entre los dos caudillos chilenos.

## Muerte
Mackenna se trasladó entonces a Buenos Aires, destino que luego siguieron, por la fuerza, los hermanos Carrera. Allí, Luis Carrera se enteró de la presencia de Mackenna en una posada llamada Los americanos muy cerca de donde él se hospedaba y que era propiedad de un conocido marino llamado Tomás Taylor.
Previamente Mackenna y otros emigrados de Chile habían cultivado el rumor de que Luis Carrera había hurtado parte del tesoro público chileno. Por esto, y motivado por otras numerosas rencillas políticas anteriores y personales existentes entre ambos, Carrera le envió a Mackenna una esquela de desafío y lo retó a duelo enviándole la siguiente nota:

Usted ha insultado el honor de mi familia y el mío con suposiciones falsas y embusteras; y si usted lo tiene, me ha de dar satisfacción desdiciéndose en una concurrencia pública de cuanto usted ha hablado, o con las armas de la clase que usted quiera y en el lugar que le parezca. No sea, señor Mackenna, que un accidente tan raro como el de Talca haga que se descubra esta esquela. Con el portador espero contestación de usted.
Luis Carrera

Mackenna aceptó el reto por medio de la siguiente nota:

La verdad siempre sostendré y siempre he sostenido. Demasiado honor he hecho a usted y a su familia; y, si usted quiere portarse como hombre, puede tener este asunto con más sigilo que en Talca y el de Mendoza. Fijo a usted el lugar y hora para mañana a la noche; y en esta de ahora podría decirse, si me viera usted con tiempo para tener pronto pólvora, balas y un amigo que aviso a usted llevo conmigo.
Juan Mackenna

El duelo se fijó para el día 21 de noviembre de 1814, a orillas del Río de la Plata en el sitio entonces llamado La Residencia (actual Parque Lezama), donde se encontraron los contendientes con sus respectivos testigos. Ambos arribaron al lugar convenido y se saludaron con cortesía. Se cuenta que Vargas hizo ver que la luna apenas iluminaba por lo que era mejor retrasar el lance, pero los dos retadores no quisieron saber nada y decidieron batirse sin más en las condiciones dadas. El sorteo definió que los primeros disparos se efectuarían con las pistolas de duelo de Carrera. Taylor, quien fue testigo, relató esta primera etapa en una posterior carta informando a José Miguel Carrera: 

“Puestos ya en el sitio, y teniendo Mackenna a su lado a don Pablo Vargas, que le sirvió de padrino; sacó el hermano de V.S. un par de pistolas y después de reconocidas y cargadas, las entrego a Mackenna para que eligiese una de las dos. Hecha la elección de la que le pareció mejor, y puestos a la distancia de 12 pasos se tiraron un pistolazo uno a otro a un mismo tiempo. Ninguno de los dos recibió lesión en este acto”

.
Como a la primera descarga ambos retadores salieron ilesos, se intentó llegar a un arreglo que cubriera el honor de ambos. 
Taylor continúa su relato:

En el intervalo de dos minutos, hubo una conferencia, en la que le hice ver a Mackenna, que puesto que se habían ya batido, y desagraviado con honor, se adoptase una reconciliación”.  Fue el momento en que la historia pudo cambiar; Luis señaló estar dispuesto a olvidarse del asunto y dejar todo hasta allí, pero con la condición de que Mackenna se retractara públicamente de sus imputaciones contra los Carrera. Sin embargo, el irlandés fue tajante. “No me desdeciré jamás, antes me batiré un día completo”. Luis, irritado, le espetó: “Y yo me batiré dos”

.
Entonces ocurrió la tragedia. Taylor prosigue su relato epistolar: 

“En esta ocasión eligió el hermano de V.S. una de las dos que llevaba Mackenna, y apostados del mismo modo que la vez primera, se descargaron un pistoletazo”, detalló Taylor. Una vez disipado el humo, se vio a Mackenna con el brazo en alto y la pistola cargada, dar un par de pasos antes de desplomarse. Vargas, corrió rápido a su lado. En el cuello la herida mortal. Cuando intentó hablar, le brotó la sangre de la boca. Su pistola no había disparado, pero Carrera le acertó el tiro en el dedo que acariciaba el gatillo, la bala se desvió (rebotó) y le atravesó la garganta.

El doctor Hamphord, árbitro del duelo, lo declaró muerto. Tenía 43 años cuando MacKenna resultó muerto.
Por el hecho Luis Carrera fue encarcelado y acusado de homicidio, pero no pudo comprobarse nada y así fue puesto rápidamente en libertad.
El padrino de Mackenna en ese fatídico duelo fue su compatriota irlandés Guillermo Brown, nativo del condado de Mayo, fundador de la Armada Argentina.
Sus restos fueron enterrados bajo el altar de la Pasión en la Convento de Santo Domingo, en Buenos Aires. La placa conmemorativa en aquel lugar fue instalada por su nieto, el político e historiador chileno Benjamín Vicuña Mackenna. Durante los eventos de la Quema de iglesias del 16 de junio de 1955, pocos meses antes de la caída del gobierno de Juan Domingo Perón, el convento fue saqueado e incendiado, con lo cual sus restos se perdieron.